# 高雄市國民中學列表
高雄市國民中學列表列出臺灣高雄市各地區的國民中學。
| No. | 區       | 國民中學                                 | 地址              | 電話          | 網址                                                                    |
| --- | -------- | ---------------------------------------- | ----------------- | ------------- | ----------------------------------------------------------------------- |
| 01  | 鹽埕區   | 高雄市立鹽埕國民中學                     | 新樂街46號        | 07-5211283    | https://web.archive.org/web/20190831191444/http://www.yacjh.kh.edu.tw/  |
| 02  | 鼓山區   | 高雄市立鼓山高級中學                     | 明德路2號         | 07-5213258    | http://www.kusjh.kh.edu.tw （页面存档备份，存于）                       |
| 02  | 鼓山區   | 高雄市立壽山國民中學                     | 鼓山二路37巷108號 | 07-5519150    | http://www.ssjh.kh.edu.tw （页面存档备份，存于）                        |
| 02  | 鼓山區   | 高雄市立明華國民中學                     | 明誠三路582號     | 07-5502001    | http://www.mhjh.kh.edu.tw （页面存档备份，存于）                        |
| 02  | 鼓山區   | 高雄市立七賢國民中學                     | 美術東三路110號   | 07-5559329    | https://web.archive.org/web/20131130125629/http://www.chihjh.kh.edu.tw/ |
| 02  | 鼓山區   | 天主教明誠學校財團法人高雄市明誠高級中學 | 中華一路97號      | 07-5521593    | http://www.mcsh.kh.edu.tw （页面存档备份，存于）                        |
| 02  | 鼓山區   | 高雄市私立大榮高級中學                   | 大榮街1號         | 07-5613281    | http://www.dystcs.kh.edu.tw （页面存档备份，存于）                      |
| 03  | 左營區   | 高雄市立左營國民中學                     | 曾子路281號       | 07-3433080    | http://www.tyjh.kh.edu.tw （页面存档备份，存于）                        |
| 03  | 左營區   | 高雄市立大義國民中學                     | 翠華路687號       | 07-5820191    | http://www.dyjh.kh.edu.tw （页面存档备份，存于）                        |
| 03  | 左營區   | 高雄市立立德國民中學                     | 海平路101號       | 07-5817106    | https://web.archive.org/web/20200216200251/http://www.ltjh.kh.edu.tw/   |
| 03  | 左營區   | 高雄市立龍華國民中學                     | 自由二路2號       | 07-5570720    | https://web.archive.org/web/20190901050638/http://www.lhjh.kh.edu.tw/   |
| 03  | 左營區   | 高雄市立福山國民中學                     | 重信路215號       | 07-3501581    | http://www.fsjh.kh.edu.tw （页面存档备份，存于）                        |
| 03  | 左營區   | 高雄市立文府國民中學                     | 文府路401號       | 07-3495569    | https://web.archive.org/web/20180415163559/http://www.zywfjh.kh.edu.tw/ |
| 04  | 楠梓區   | 高雄市立楠梓國民中學                     | 楠梓路336號       | 07-3517191    | https://web.archive.org/web/20160531230619/http://www.ntjh.kh.edu.tw/   |
| 04  | 楠梓區   | 高雄市立右昌國民中學                     | 盛昌街161號       | 07-3640451    | https://web.archive.org/web/20150925104402/http://www.yocjh.kh.edu.tw/  |
| 04  | 楠梓區   | 高雄市立後勁國民中學                     | 加昌路180號       | 07-3654111    | http://www.hpjh.kh.edu.tw （页面存档备份，存于）                        |
| 04  | 楠梓區   | 高雄市立國昌國民中學                     | 德民路1010號      | 07-3644300    | http://www.kcjh.kh.edu.tw （页面存档备份，存于）                        |
| 04  | 楠梓區   | 高雄市立翠屏國民中小學                   | 翠屏路135號       | 07-3683018    | https://web.archive.org/web/20130215034339/http://www.tpjh.kh.edu.tw/   |
| 04  | 楠梓區   | 國立中山大學附屬國光高級中學             | 後昌路512號       | 07-3603600    | http://www.kksh.kh.edu.tw （页面存档备份，存于）                        |
| 04  | 楠梓區   | 高雄市立楠梓特殊學校                     | 德民路211號       | 07-3642007    | http://www.nzsmr.kh.edu.tw （页面存档备份，存于）                       |
| 05  | 三民區   | 高雄市立三民國民中學                     | 十全一路200號     | 07-3227751    | https://web.archive.org/web/20120105005240/http://www.smjh.kh.edu.tw/   |
| 05  | 三民區   | 高雄市立鼎金國民中學                     | 鼎山街445號       | 07-3831029    | https://web.archive.org/web/20070422224112/http://www.djjh.kh.edu.tw/   |
| 05  | 三民區   | 高雄市立民族國民中學                     | 覺民路363號       | 07-3818718    | http://www.mtjh.kh.edu.tw （页面存档备份，存于）                        |
| 05  | 三民區   | 高雄市立陽明國民中學                     | 義華路166號       | 07-3892919    | https://web.archive.org/web/20111228154009/http://www.ymjh.kh.edu.tw/   |
| 05  | 三民區   | 高雄市立正興國民中學                     | 覺民路850號       | 07-3809591    | https://www.chehjh.kh.edu.tw                                            |
| 05  | 三民區   | 立志學校財團法人高雄市立志高級中學       | 大昌一路98號      | 07-3922601~8  | http://www.lcvs.kh.edu.tw （页面存档备份，存于）                        |
| 06  | 新興區   | 高雄市立新興高級中學                     | 五福二路218號     | 07-2727127    | http://www.hhhs.kh.edu.tw （页面存档备份，存于）                        |
| 07  | 前金區   | 高雄市立前金國民中學                     | 六合二路278號     | 07-2725981    | https://web.archive.org/web/20120106184855/http://www.ccjh.kh.edu.tw/   |
| 08  | 苓雅區   | 高雄市立苓雅國民中學                     | 四維三路176號     | 07-3347513    | https://web.archive.org/web/20131203004720/http://www.lyjh.kh.edu.tw/   |
| 08  | 苓雅區   | 高雄市立五福國民中學                     | 五福一路12號      | 07-2223036    | http://www.wfjh.kh.edu.tw （页面存档备份，存于）                        |
| 08  | 苓雅區   | 高雄市立大仁國民中學                     | 建國一路148號     | 07-7114302    | https://web.archive.org/web/20070424111317/http://www.tjjh.kh.edu.tw/   |
| 08  | 苓雅區   | 高雄市立中正高級中學                     | 中正一路8號       | 07-7491992    | http://www.cchs.kh.edu.tw （页面存档备份，存于）                        |
| 08  | 苓雅區   | 高雄市立英明國民中學                     | 英明路147號       | 07-7150949    | http://www.inmjh.kh.edu.tw （页面存档备份，存于）                       |
| 08  | 苓雅區   | 國立高雄師範大學附屬高級中學             | 凱旋二路89號      | 07-7716712    | http://www.nknush.kh.edu.tw （页面存档备份，存于）                      |
| 08  | 苓雅區   | 高雄市私立道明高級中學                   | 建國一路354號     | 07-2240711~6  | http://www.dmhs.kh.edu.tw （页面存档备份，存于）                        |
| 08  | 苓雅區   | 高雄市私立復華高級中學                   | 民權一路42號      | 07-3344168    | http://www.fhhs.kh.edu.tw （页面存档备份，存于）                        |
| 08  | 苓雅區   | 高雄市立高雄特殊教育學校                 | 憲政路233巷2號    | 07-2235940    | http://www.kmsmr.kh.edu.tw （页面存档备份，存于）                       |
| 09  | 前鎮區   | 高雄市立前鎮國民中學                     | 新衙路17號        | 07-8217677    | http://www.qzjh.kh.edu.tw （页面存档备份，存于）                        |
| 09  | 前鎮區   | 高雄市立獅甲國民中學                     | 中山三路43號      | 07-3331522    | http://www.scjh.kh.edu.tw （页面存档备份，存于）                        |
| 09  | 前鎮區   | 高雄市立瑞豐國民中學                     | 瑞興街99號        | 07-7713181    | http://school.kh.edu.tw/index.html?WebID=65 （页面存档备份，存于）      |
| 09  | 前鎮區   | 高雄市立光華國民中學                     | 和平二路170號     | 07-7222622    | http://www.khjh.kh.edu.tw （页面存档备份，存于）                        |
| 09  | 前鎮區   | 高雄市立興仁國民中學                     | 德昌路345號       | 07-8218119    | http://www.hjjh.kh.edu.tw （页面存档备份，存于）                        |
| 09  | 前鎮區   | 高雄市立瑞祥高級中學                     | 班超路63號        | 07-8152271    | http://www.rssh.kh.edu.tw （页面存档备份，存于）                        |
| 09  | 前鎮區   | 高雄市立成功特殊教育學校                 | 復興三路3號       | 07-3304624    | https://web.archive.org/web/20190911195959/http://www.ckmr.kh.edu.tw/   |
| 10  | 旗津區   | 高雄市立旗津國民中學                     | 中洲二路207號     | 07-5715883    | https://web.archive.org/web/20110315111735/http://www.cjjh.kh.edu.tw/   |
| 11  | 小港區   | 高雄市立小港國民中學                     | 平和南路185號     | 07-8215929    | http://www.hkjh.kh.edu.tw （页面存档备份，存于）                        |
| 11  | 小港區   | 高雄市立鳳林國民中學                     | 龍鳳路559號       | 07-8711130    | https://web.archive.org/web/20180226212129/http://www.fljh.kh.edu.tw/   |
| 11  | 小港區   | 高雄市立中山國民中學                     | 漢民路352號       | 07-8021765    | http://www.csjh.kh.edu.tw （页面存档备份，存于）                        |
| 11  | 小港區   | 高雄市立明義國民中學                     | 明義街2號         | 07-7911296    | http://www.myjh.kh.edu.tw （页面存档备份，存于）                        |
| 11  | 小港區   | 國立高雄餐旅大學附屬餐旅高級中等學校     | 松和路40號        | 07-8060705    | https://web.archive.org/web/20120108023346/http://web.nkuht.edu.tw/js/  |
| 12  | 鳳山區   | 高雄市立鳳山國民中學                     | 中山東路227號     | 07-7462774    | http://www.fsm.ks.edu.tw （页面存档备份，存于）                         |
| 12  | 鳳山區   | 高雄市立鳳西國民中學                     | 光華路69號        | 07-7463452    | http://www.fxm.ks.edu.tw （页面存档备份，存于）                         |
| 12  | 鳳山區   | 高雄市立五甲國民中學                     | 龍成路111號       | 07-8117755    | http://www.wzm.ks.edu.tw （页面存档备份，存于）                         |
| 12  | 鳳山區   | 高雄市立鳳甲國民中學                     | 輜汽路300號       | 07-7675300    | https://web.archive.org/web/20111026025551/http://www.fjm.ks.edu.tw/    |
| 12  | 鳳山區   | 高雄市立忠孝國民中學                     | 國泰路二段81號    | 07-7635252    | http://www.zxm.kh.edu.tw （页面存档备份，存于）                         |
| 12  | 鳳山區   | 高雄市立福誠高級中學                     | 五甲三路176號     | 07-8224646    | https://web.archive.org/web/20180723145540/http://www.ftm.ks.edu.tw/    |
| 12  | 鳳山區   | 高雄市立青年國民中學                     | 青年路二段89號    | 07-7190419    | http://www.qnm.ks.edu.tw （页面存档备份，存于）                         |
| 12  | 鳳山區   | 高雄市立中崙國民中學                     | 中崙二路487號     | 07-7538686    | https://web.archive.org/web/20111026024553/http://www.zlm.ks.edu.tw/    |
| 12  | 鳳山區   | 高雄市立鳳翔國民中學                     | 保義街100號       | 07-7929337    | https://www.flyjh.kh.edu.tw/ （页面存档备份，存于）                     |
| 12  | 鳳山區   | 高雄市私立正義高級中學                   | 南江街183號       | 07-7225529    | http://www.cysh.khc.edu.tw （页面存档备份，存于）                       |
| 13  | 林園區   | 高雄市立林園高級中學                     | 林園北路481號     | 07-6412059    | http://www.ly.ks.edu.tw （页面存档备份，存于）                          |
| 13  | 林園區   | 高雄市立中芸國民中學                     | 中芸路3-100號     | 07-6425223    | http://www.zym.ks.edu.tw （页面存档备份，存于）                         |
| 14  | 大寮區   | 高雄市立大寮國民中學                       | 進學路150號       | 07-7837091    | https://web.archive.org/web/20130211113619/http://www.dlm.ks.edu.tw/    |
| 14  | 大寮區   | 高雄市立潮寮國民中學                       | 潮寮路51-9號      | 07-7879544    | http://www.tlm.ks.edu.tw （页面存档备份，存于）                         |
| 14  | 大寮區   | 高雄市立中庄國民中學                     | 光明路三段1437號  | 07-7033166    | http://www.zzm.ks.edu.tw （页面存档备份，存于）                         |
| 15  | 大樹區   | 高雄市立大樹國民中學                     | 九曲路500號       | 07-6512026    | https://web.archive.org/web/20110907075102/http://www.dsm.ks.edu.tw/    |
| 15  | 大樹區   | 高雄市立溪埔國民中學                     | 溪埔路1號         | 07-6561335    | http://www.xpm.ks.edu.tw （页面存档备份，存于）                         |
| 15  | 大樹區   | 佛光山學校財團法人高雄市普門高級中學     | 大坑路140-11號    | 07-656-2676~7 | http://www.pmsh.khc.edu.tw （页面存档备份，存于）                       |
| 15  | 大樹區   | 高雄市私立義大國際高級中學               | 學城路一段6號     | 07-6577115    | http://www.iis.kh.edu.tw （页面存档备份，存于）                         |
| 16  | 仁武區   | 高雄市立仁武高級中學                     | 仁林路20號        | 07-3721640    | http://www.rwm.ks.edu.tw （页面存档备份，存于）                         |
| 16  | 仁武區   | 高雄市立大灣國民中學                     | 仁雄路99號        | 07-3711715    | http://www.dwm.ks.edu.tw （页面存档备份，存于）                         |
| 16  | 仁武區   | 高雄市立仁武特殊教育學校                 | 澄觀路1389號      | 07-3749788    | http://www.ses.ks.edu.tw （页面存档备份，存于）                         |
| 17  | 大社區   | 高雄市立大社國民中學                     | 翠屏路100號       | 07-3530100    | http://www.dam.ks.edu.tw （页面存档备份，存于）                         |
| 18  | 鳥松區   | 高雄市立鳥松國民中學                     | 松埔北巷5-1號     | 07-7323977    | http://www.nsm.ks.edu.tw （页面存档备份，存于）                         |
| 18  | 鳥松區   | 高雄市立文山高級中學                     | 大埤路31號        | 07-7777272    | http://www.wsm.ks.edu.tw （页面存档备份，存于）                         |
| 19  | 岡山區   | 高雄市立岡山國民中學                     | 岡燕路238號       | 07-6212219    | http://www.gsm.ks.edu.tw （页面存档备份，存于）                         |
| 19  | 岡山區   | 高雄市立前峰國民中學                     | 樹人路1號         | 07-6266171    | https://web.archive.org/web/20120804082839/http://www.qfm.ks.edu.tw/    |
| 19  | 岡山區   | 高雄市立嘉興國民中學                     | 信中街486號       | 07-6221039    | https://web.archive.org/web/20060717183044/http://www.jsm.ks.edu.tw/    |
| 20  | 橋頭區   | 高雄市立橋頭國民中學                     | 新興路70號        | 07-6113559    | http://www.qtm.ks.edu.tw （页面存档备份，存于）                         |
| 21  | 燕巢區   | 高雄市立燕巢國民中學                     | 中興路267號       | 07-6161267    | http://www.ycm.ks.edu.tw （页面存档备份，存于）                         |
| 22  | 田寮區   | 高雄市立田寮國民中學                       | 崗安路48號        | 07-6361687    | https://web.archive.org/web/20060301220237/http://www.tia.ks.edu.tw/    |
| 23  | 路竹區   | 高雄市立路竹高級中學                     | 中華路292號       | 07-696-3008   | https://web.archive.org/web/20110806180037/http://www.lchs.ks.edu.tw/   |
| 23  | 路竹區   | 高雄市立一甲國民中學                     | 一甲路111號       | 07-6977479    | http://www.yjm.ks.edu.tw （页面存档备份，存于）                         |
| 24  | 阿蓮區   | 高雄市立阿蓮國民中學                     | 民生路178號       | 07-6312045    | http://www.alm.ks.edu.tw （页面存档备份，存于）                         |
| 25  | 湖內區   | 高雄市立湖內國民中學                     | 中山路二段63號    | 07-6993008    | https://web.archive.org/web/20131211065720/http://www.hn.ks.edu.tw/     |
| 26  | 茄萣區   | 高雄市立茄萣國民中學                     | 濱海路四段29號    | 07-6900054    | https://web.archive.org/web/20110817142210/http://www.qdm.ks.edu.tw/    |
| 27  | 永安區   | 高雄市立永安國民中學                     | 保興一路3號       | 07-6912064    | https://web.archive.org/web/20130904211052/http://www.yam.ks.edu.tw/    |
| 28  | 彌陀區   | 高雄市立彌陀國民中學                     | 進學路136號       | 07-6178424    | http://www.mtm.ks.edu.tw （页面存档备份，存于）                         |
| 29  | 梓官區   | 高雄市立梓官國民中學                     | 中學路71號        | 07-6172854    | https://web.archive.org/web/20060724103705/http://www.zgm.ks.edu.tw/    |
| 29  | 梓官區   | 高雄市立蚵寮國民中學                       | 中正二街60號      | 07-6175389    | http://www.klm.ks.edu.tw （页面存档备份，存于）                         |
| 30  | 旗山區   | 高雄市立旗山國民中學                     | 中學路42號        | 07-6612650    | http://www.csj.ks.edu.tw （页面存档备份，存于）                         |
| 30  | 旗山區   | 高雄市立大洲國民中學                     | 新南巷5號         | 07-6661378    | http://www.dz.ks.edu.tw （页面存档备份，存于）                          |
| 30  | 旗山區   | 高雄市立圓富國民中學                     | 旗甲路二段609號   | 07-6691004    | https://web.archive.org/web/20110907071737/http://www.yfm.ks.edu.tw/    |
| 31  | 美濃區   | 高雄市立美濃國民中學                     | 中正路一段191號   | 07-6816166    | https://web.archive.org/web/20190815174235/http://www.mnm.ks.edu.tw/    |
| 31  | 美濃區   | 高雄市立南隆國民中學                     | 南中街3號         | 07-6831153    | https://web.archive.org/web/20110806174532/http://www.nl.ks.edu.tw/     |
| 31  | 美濃區   | 高雄市立龍肚國民中學                     | 中華路68號        | 07-6851314    | http://www.ldm.ks.edu.tw （页面存档备份，存于）                         |
| 32  | 六龜區   | 高雄市立六龜高級中學                     | 光復路212號       | 07-6891023    | http://www.lgm.ks.edu.tw （页面存档备份，存于）                         |
| 32  | 六龜區   | 高雄市立寶來國民中學                     | 中正路137號       | 07-6881258    | https://web.archive.org/web/20110904015259/http://www.blm.ks.edu.tw/    |
| 33  | 甲仙區   | 高雄市立甲仙國民中學                     | 文化南路6號       | 07-6751018    | http://www.jxm.ks.edu.tw （页面存档备份，存于）                         |
| 34  | 杉林區   | 高雄市立杉林國民中學                     | 清水路中學巷6號   | 07-6771108    | https://web.archive.org/web/20110907071727/http://www.slm.ks.edu.tw/    |
| 35  | 內門區   | 高雄市立內門國民中學                     | 中正路160巷30號   | 07-6671002    | http://www.nmm.ks.edu.tw （页面存档备份，存于）                         |
| 36  | 茂林區   | 高雄市立茂林國民中學                     | 茂林里4-5號       | 07-6801153    | http://www.ml.ks.edu.tw （页面存档备份，存于）                          |
| 37  | 桃源區   | 高雄市立桃源國民中學                     | 南橫公路三段201號 | 07-6861133    | https://web.archive.org/web/20060519211546/http://www.ty.ks.edu.tw/     |
| 38  | 那瑪夏區 | 高雄市立那瑪夏國民中學                   | 平和巷171號       | 07-6701813    | https://web.archive.org/web/20110907084622/http://www.sm.ks.edu.tw/     |

## 相關連結
- 高雄市政府教育局 （页面存档备份，存于）
- 高雄市政府教育局暨所屬學校地圖導覽